# Погосян, Метаксэ Серобовна
Метаксэ Серобовна Погосян (арм. Մետաքսե (Մետաքսե Պողոսյան), 1926—2011) — армянская советская поэтесса, переводчик и общественный деятель.

## Биография
Окончила Ереванский педагогический институт имени Х. Абовяна, затем Литературный институт имени Горького в Москве.
Член КПСС с 1948 года.
Член Союза писателей Армении с 1963 года.
В 2008 году награждена медалью «Мовсеса Хоренаци».
Похоронена в городском пантеоне Еревана.

## Память

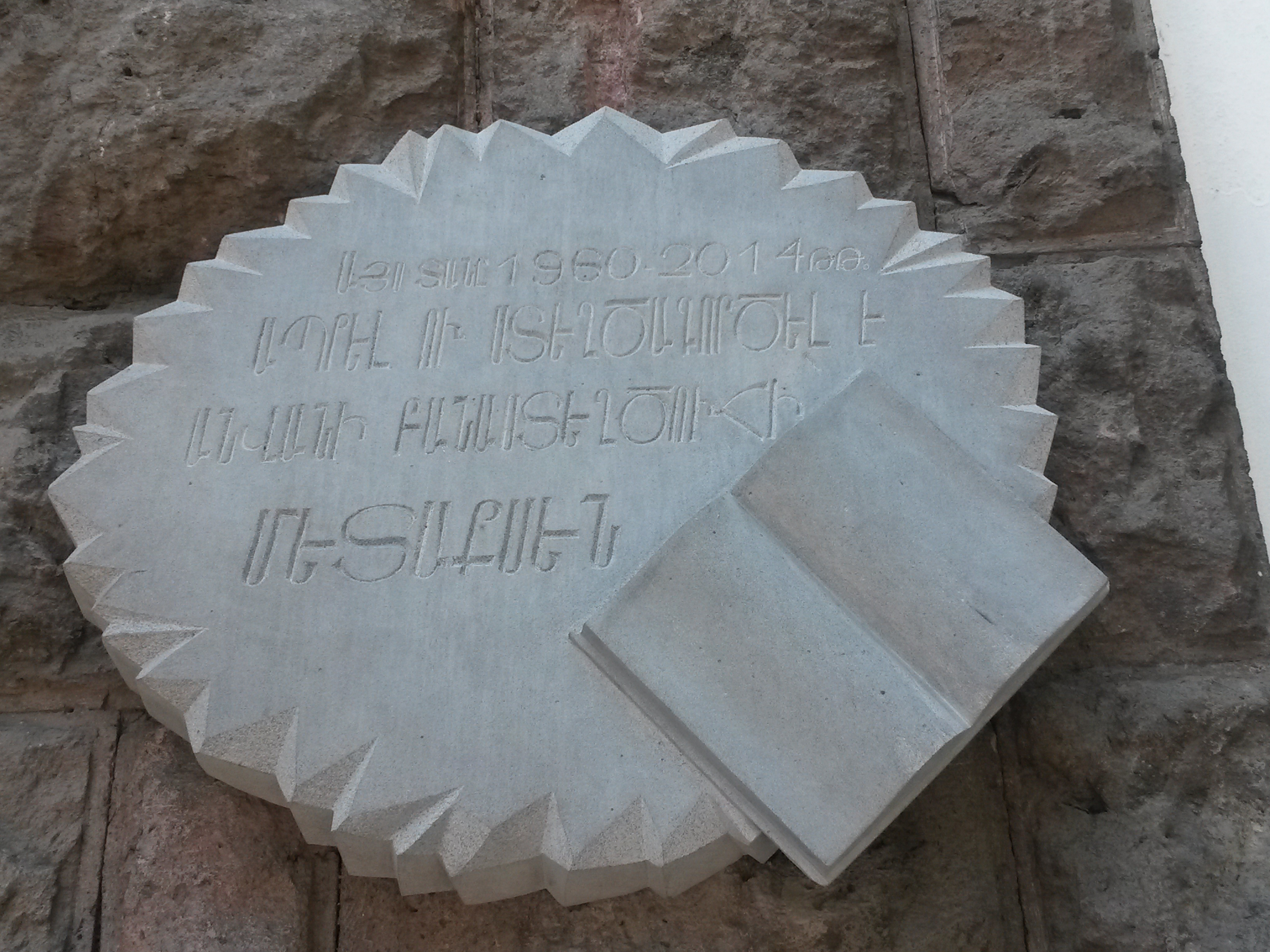
мемориальная доска Метаксэ

Мемориальная доска на д. по проспекту Тиграна Меца в Ереване.